# Great Lake Relay
Great Lake Relay – drużynowe zawody biegowe na dystansie ok. 160 km, rozgrywane co roku w lutym, w Taupō, w Nowej Zelandii. Każdy zespół składa się z dziesięciu do osiemnastu członków. Każdy z nich ma za zadanie przejść lub przebiec jeden lub dwa z osiemnastu odcinków, okrążających największe jezioro w Oceanii, jezioro Taupō. Etapy mają długość od 4,7 do 14,4 km. W konkursie mogą brać udział także drużyny 5-8 osobowe, rywalizujące na odcinku ok. 68 km oraz zawodnicy indywidualni.